# شفاخانه خانوادگی
شفاخانه خانوادگی (به هندی: Khandaani Shafakhana) فیلمی محصول سال ۲۰۱۹ و به کارگردانی شلیپی داساگوپتا است. در این فیلم بازیگرانی همچون سوناکشی سینها، وارون شارما، آنو کاپور، بدشاه، کولبوشان کارباندا، دیانا پنتی، سونیل شتی، راوینا تاندون ایفای نقش کرده‌اند.